# Monte Quirinal
Monte Quirinal (em latim: Collis Quirinalis; em italiano:  Quirinale) é uma das sete colinas sobre as quais foi fundada a cidade de Roma. Sua altura máxima é de 50,9 metros acima do nível do mar, na região do jardim do Palazzo del Quirinale.

## Geografia
O Quirinal, juntamente com o Viminal, era antigamente chamado de collis ("colina") por excelência em contraposição com os outros, que eram montes ("montes"). Além do Quirinal propriamente dito, que era a extremidade oriental da colina, onde ficava o Templo de Quirino e a Porta Quirinal, da Muralha Serviana, se reconhecem ali outros cumes, como o Latiaris, ao sul, vizinho dos fóruns imperiais, o "Mucial" (em latim: Mucialis), também chamado de "Sanqual" (Sanqualis), no Largo Magnanapoli), e o "Salutar" (Salutaris), a oeste, perto do moderno Palazzo del Quirinale. 

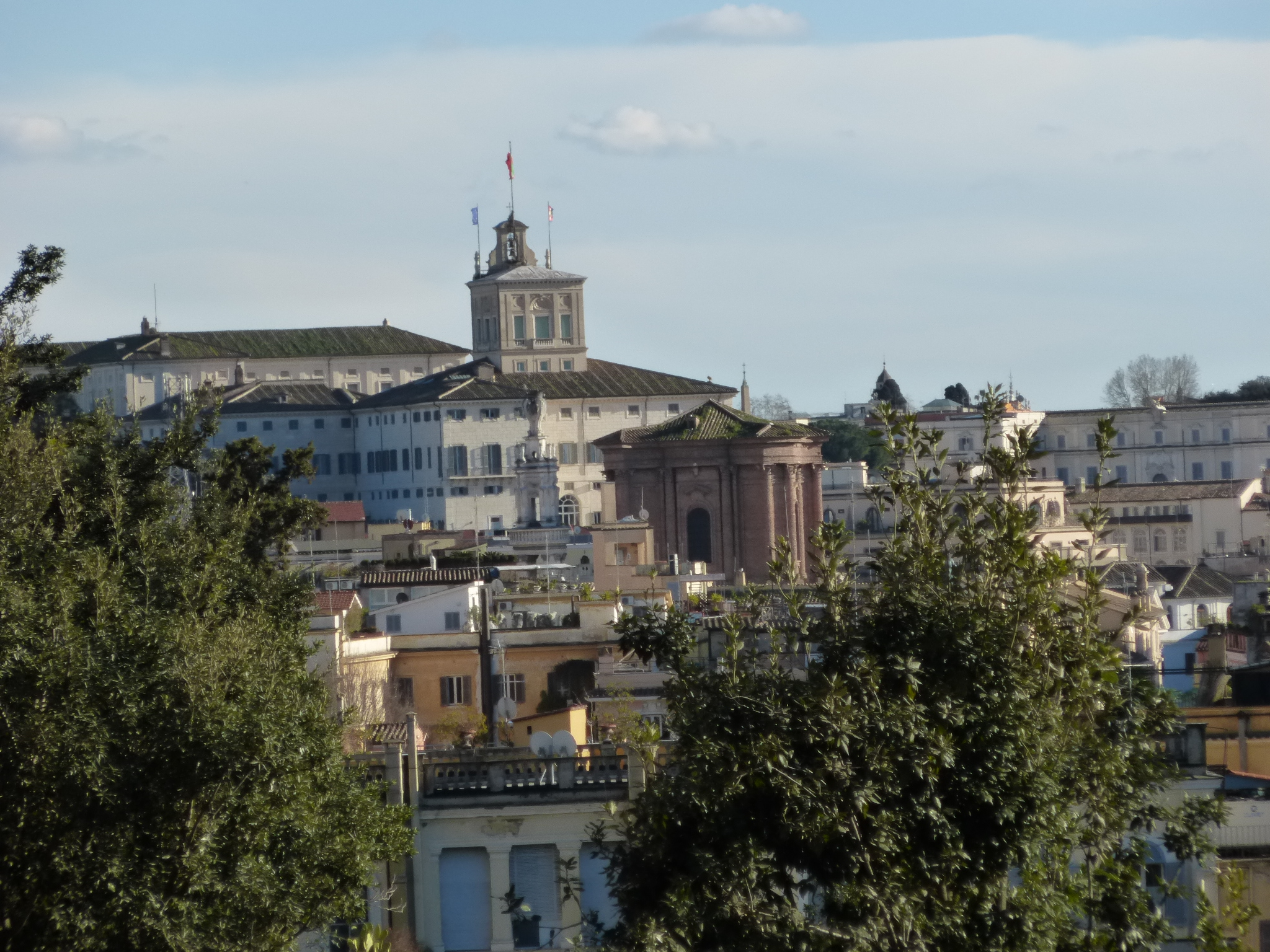
Quirinal visto do vizinho Pinciano.

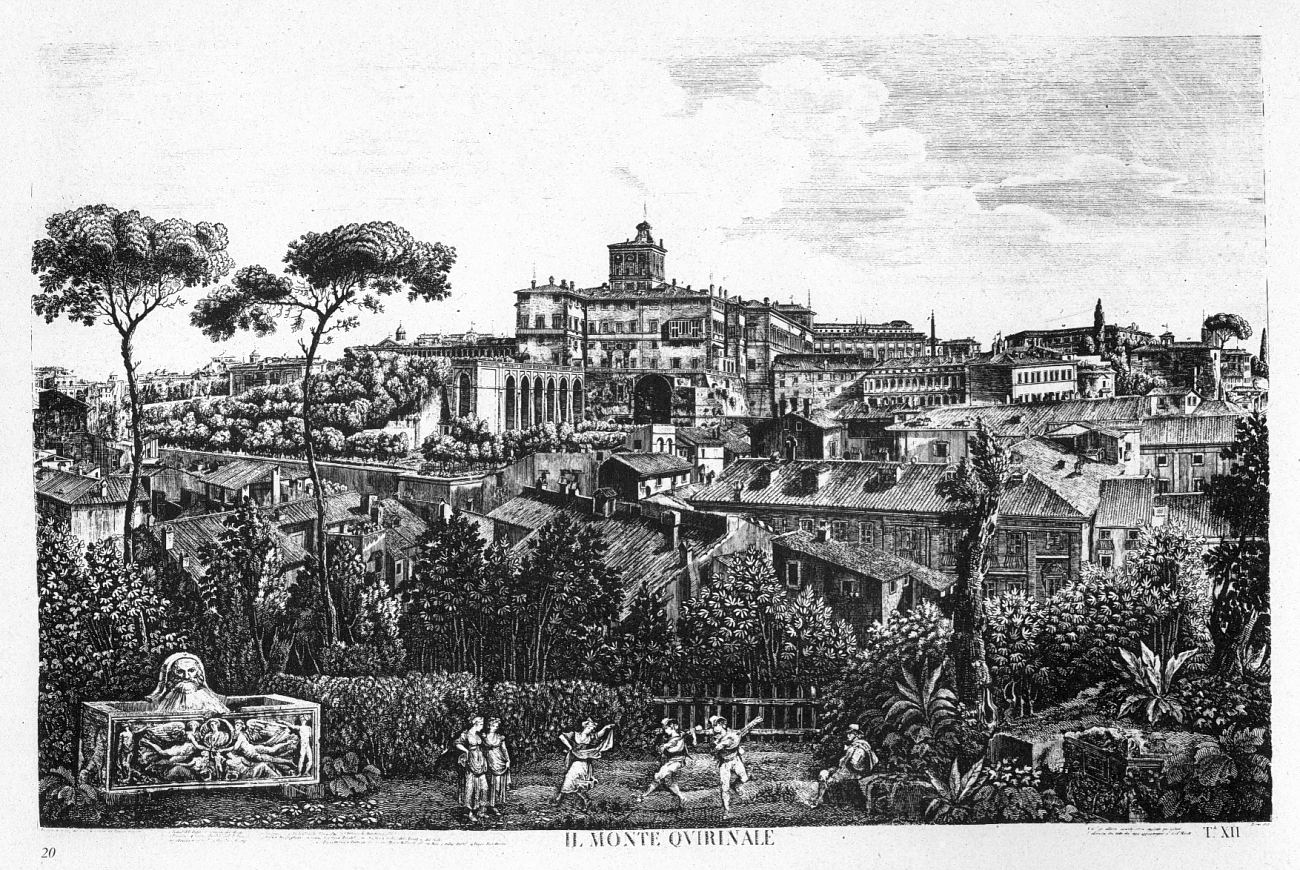
Mesma vista numa gravura de 1827.

Seus vales laterais eram, por outro lado, muito mais profundos que atualmente e foram preenchidos por sedimentos em épocas variadas: na Piazza Barberini, por exemplo, o nível original do solo está a 11,75 metros de profundidade e nas laterais da Via Nazionale o pavimento original está sob 17 metros de terra. O desnível repentino das ruas transversais, como o da antiga via que rebatizada de Via delle Quattro Fontane, chegavam a até 25 metros, com várias subidas e descidas.

## Etimologia
Segundo a lenda romana, no Quirinal ficava uma pequena vila de sabinos e para lá foi o rei Tito Tácio depois da paz entre romanos e sabinos, quando a colina foi anexado ao perímetro antigo da cidade, conhecido como "Roma quadrada", no Palatino. Os sabinos chamaram a colina de Cures, cidade da Sabina, e do altar dedicado a Quirino, possivelmente o deus único desta Cures sabina. 
Outra lenda conta que Rômulo, depois de morto, passou a ser associado a Quirino e a ele foi edificado um templo na colina dedicado a ele e ela passou a ser chamada de "Quirinal".

## História antiga

### Períodos arcaico e monárquico
O Quirinal já era ocupado no final da Idade do Ferro, como revelaram alguns túmulos arcaicos escavados perto da Porta Colina e da Porta Sanqual (entre outros). Um depósito de ex-votos descoberto diante da escadaria de Santa Maria della Vittoria foi datado no século VII a.C. e um outro similar foi encontrado na encosta oposta, incluindo o vaso de Duenos, uma das mais antigas inscrições em latim (fim do século VII e início do século VI a.C.). 
Uma tradição conta que o Quirinal foi anexado à cidade por Sérvio Túlio, o sexto rei de Roma. Outra afirma que foi o segundo, Numa Pompílio, na época anterior à construção da Muralha Serviana.
A independência do assentamento no Quirinal do que se desenvolveu no Palatino, que se expandiu depois para a Roma quadrada e para o Septimôncio, pode ser comprovada pela existência no local de um santuário dedicado à Tríade Capitolina e de um dedicado à Fé, idênticos aos já existentes no Capitolino, e pelo culto de Marte no Quirinal, repetindo o culto no Palatino, e pela existência de um colégio de sálios no Quirinal, idêntico ao dos sálios palatinos. O próprio nome com o qual se fazia referência ao Quirinal, "collis", e não "mons", é sinal da existência de um período no qual as duas comunidades eram independentes entre si.

### Período republicano
No Quirinal ficava o antiquíssimo Santuário de Semo Sanco (466 a.C.) e o túmulo de Quirino, que Lúcio Papírio Cursor, cônsul em 293 a.C., transformou no Templo de Quirino depois de seu triunfo pela Terceira Guerra Samnita.
Muito antigo também era o Antigo Capitólio (Capitolium Vetus), onde o culto da Tríade (Júpiter, Juno, Minerva) provavelmente já era realizado bem antes do culto no Capitolino. O Templo de Flora, uma deusa osco-sabina, ficava ali também. Na fronteira com o Viminal ficava o Santuário de Diana Planciana, no início do Vico Longo, ao longo do qual estavam também vários outros santuários: Templo da Pudicícia Plebeia, Templo da Fortuna Euelpis, Templo da Esperança (Spes) e o Templo de Febris. Perto da Porta Colina ficavam outros três templos dedicados a Fortuna, incluindo o Templo da Fortuna Primigênia e, fora dela, estavam o Templo da Vênus Ericina (215 a.C.) e um templo de Hércules no local onde Aníbal havia se aproximado de Roma para examinar suas fortificações.
Sob a Basílica de Santa Pudenciana foram descobertos mosaicos datados entre o século II e o início do século I a.C..

### Período imperial
Na reorganização urbana da cidade durante época de Augusto, o Quirinal e o Viminal foram incluídos na Regio VI Alta Semita. Augusto também ordenou a construção de um templo dedicado a Marte no local. Do lado de fora da Muralha Serviana, Tibério determinou a construção do Castro Pretório.
Domiciano determinou a construção do Templo da Gente Flávia no local onde ficava a residência ancestral de sua família. Contudo, o edifício sagrado mais importante na região era o Templo de Serápis, construído por Caracala. Além destes, as fontes revelam também a presença de cultos orientais no local, com templos incluindo o chamado Mitreu Barberini.
Entre os moradores mais famosos do Quirinal estão Tito Pompônio Ático, amigo e correspondente de Cícero, Vespasiano e Marcial. A região mais setentrional do Quirinal era vizinha do Pinciano e foi parcialmente ocupada pelos Jardins Salustianos, uma das villas privadas do imperador romano na cidade.
Constantino ordenou a construção das Termas de Constantino, as últimas termas construídas em Roma, um edifício do qual não restou nada além de alguns desenhos do século XVI. O complexo era pequeno e refinado, servindo como contraponto às grandiosas e populares Termas de Diocleciano. Na época imperial, o Quirinal era um quarteirão habitado principalmente por famílias patrícias.

### Ruas antigas
As principais vias do quarteirão eram as que atravessavam o Quirinal integralmente, do sudoeste para o nordeste: o Vico Patrício, o Vico Longo (moderna Via Nazionale) e a Alta Semita. As vias transversais eram muito menores e menos agitadas, com vários aclives e declives para superar a íngreme encosta da colina.

### Edifícios antigos
Além dos já citados, também ficavam no Quirinal o Sepulcro dos Semprônios, o Altar do incêndio de Nero e o Armazém de Lúcio Névio Clemente.

## História medieval e moderna
Na Idade Média foram construídas a Torre delle Milizie e o convento de Santi Pietro e Domenico e sobre as Termas de Constantino foi construído o Palazzo Rospigliosi. Ali foram descobertas as duas famosas estátuas dos "Domadores de Cavalos" e também as duas estátuas dos deuses fluviais que Michelangelo colocou na escadaria do Palazzo Senatorio no Campidoglio.

### Ruas modernas
A última importante obra viária construída no Quirinal foi o Túnel Umberto I, iniciado pelo prefeito de Roma, príncipe Colonna, em 31 de janeiro de 1901 e inaugurado em 20 de outubro de 1902 com a passagem de bondes destinados às autoridades.

### Edifícios modernos e contemporâneos
No Quirinal estão diversos monumentos importantes. A igreja de Sant'Andrea al Quirinale, projetada por Bernini (1658-1671) por ordem do cardeal Camillo Pamphili (sobrinho do papa Inocêncio X), é um dos mais elegantes exemplos do barroco em Roma, com a famosa planta oval e seu esplêndido interior (mármores, estuques e dourações). As Quattro Fontane e a igreja de San Carlo alle Quattro Fontane, de Borromini, foram respectivamente a primeira e a última obra dele (o interior da igreja foi sua primeira encomenda em Roma e a fachada só foi completada depois de sua morte). Em frente à igreja está o Palazzo Volpi di Misurata. A igreja de San Silvestro al Quirinale foi descrita pela primeira vez por volta de 1000, mas foi reconstruída no século XVI e teve sua fachada refeita no século XIX. 
Além disto, o Quirinal abriga diversos palácios: o Palazzo Gentili del Drago, o Palazzo Baracchini, atual sede do Ministério da Defesa da Itália, o Palazzo della Consulta, que abriga atualmente a Corte Constitucional, a suprema corte da magistratura italiana, construído por Ferdinando Fuga a pedido do papa Clemente XII, e, na frente dele, o Palazzo del Quirinale, a sede da Presidência da República Italiana. Além deles, o já citado Palazzo Rospigliosi e o Palazzo Barberini.
A Villa Colonna, do século XVII, em frente ao Palazzo Rospigliosi, abriga alguns restos do Templo de Serápis de Caracala.

## Referências

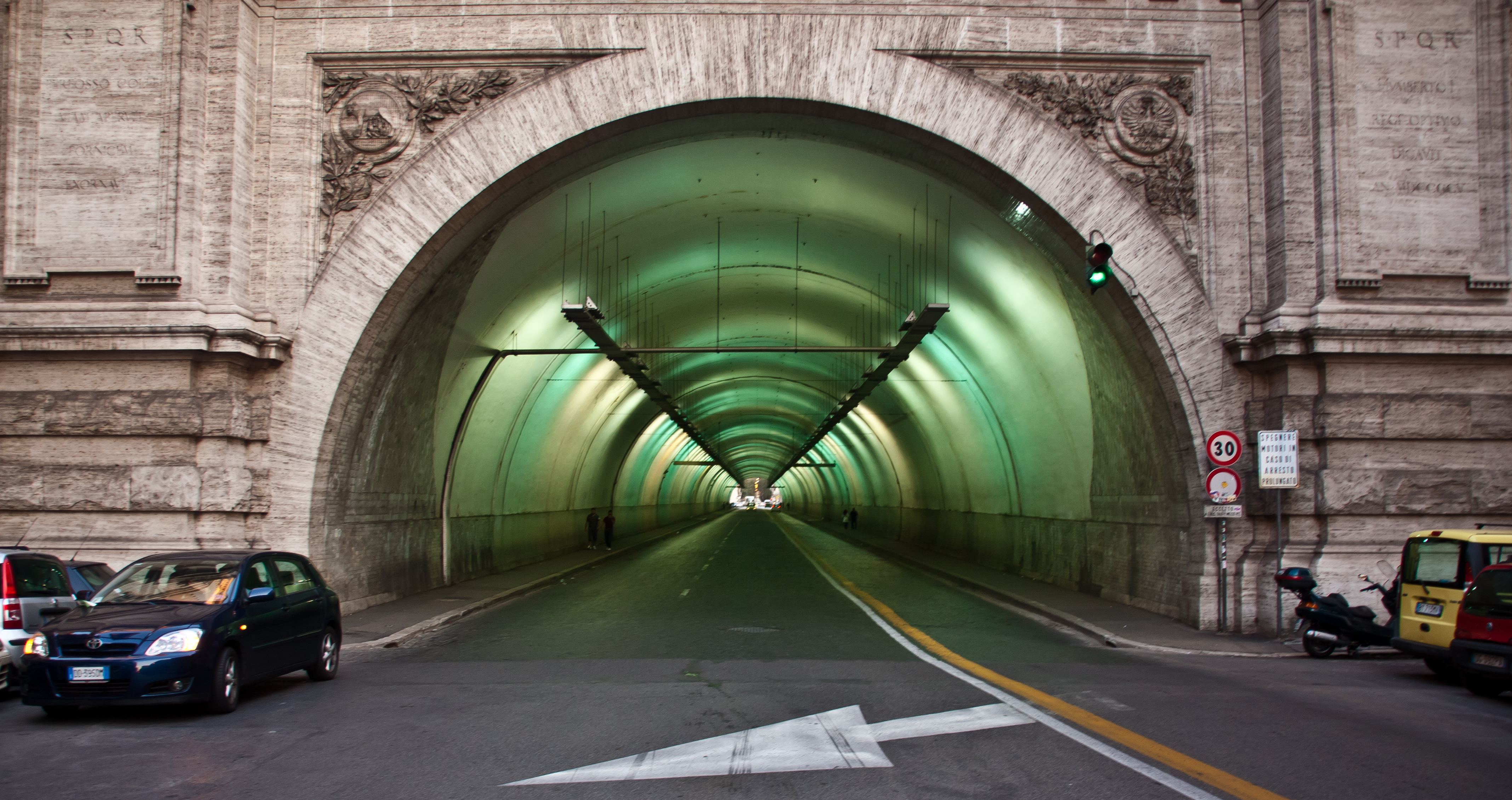
Túnel Umberto I, no Quirinal.